# Sovrani dei Paesi Bassi

Stemma dei Paesi Bassi

I sovrani del Regno dei Paesi Bassi

## Statolder Generali Ereditari delle Province Unite, Orange-Nassau (1747-1795)
La Repubblica delle Province Unite esistette dal 1581 al 1795. A partire dal 1747, tuttavia, gli Stati Generali approvarono una riforma che trasformava di fatto lo stato in una monarchia costituzionale: il principe Guglielmo IV d'Orange-Nassau, che già ricopriva la carica di Statolder di Frisia e Groninga, fu scelto come unico Statolder per tutta la Repubblica e la carica fu resa ereditaria.
| Ritratto | Nome                                                               | Regno           | Regno                         | Matrimoni                                        | Note                   |
| Ritratto | Nome                                                               | Inizio          | Fine                          | Matrimoni                                        | Note                   |
| -------- | ------------------------------------------------------------------ | --------------- | ----------------------------- | ------------------------------------------------ | ---------------------- |
|          | Guglielmo IV d'Orange-Nassau (1º settembre 1711 – 22 ottobre 1751) | 2 maggio 1747   | 22 ottobre 1751               | Anna di Gran Bretagna un figlio e quattro figlie |                        |
|          | Guglielmo V d'Orange-Nassau (8 marzo 1748 – 9 aprile 1806)         | 22 ottobre 1751 | 19 gennaio 1795 (deposizione) | Guglielmina di Prussia due figli e una figlia    | Figlio di Guglielmo IV |

## Re d'Olanda, Bonaparte (1806-1810)
Il Regno d'Olanda fu uno stato fantoccio dell'impero francese di Napoleone Bonaparte esistito per soli 4 anni. Napoleone affidò la corona d'Olanda al fratello Luigi, il quale abdicò in una situazione molto compromessa a favore del figlio che regnò per soli 9 giorni.
| Ritratto | Nome                                        | Regno          | Regno                        | Matrimoni                         | Note                  | Nº |
| Ritratto | Nome                                        | Inizio         | Fine                         | Matrimoni                         | Note                  | Nº |
| -------- | ------------------------------------------- | -------------- | ---------------------------- | --------------------------------- | --------------------- | -- |
|          | Luigi I (2 settembre 1778 – 25 luglio 1846) | 5 giugno 1806  | 1º luglio 1810 (abdicazione) | Ortensia di Beauharnais tre figli | Fratello di Napoleone | 1  |
|          | Luigi II (11 ottobre 1804 – 17 marzo 1831)  | 1º luglio 1810 | 13 luglio 1810 (deposizione) | Charlotte Bonaparte nessun figlio | Figlio di Luigi I     | 2  |

## Dominio del Primo Impero Francese, Bonaparte (1810-1813)
I territori dei Paesi Bassi vennero annessi al Primo Impero Francese e controllati direttamente dall'imperatore Napoleone.

## Principi Sovrani delle Province Unite, Orange-Nassau (1813-1815)
In seguito alla Restaurazione le Province Unite tornarono una nazione indipendente guidata dalla casata di Orange-Nassau. Il Congresso di Vienna stabilì la loro unione con il futuro Belgio, e lo stato fu ribattezzato Regno dei Paesi Bassi.
| Ritratto | Nome                                                   | Regno            | Regno                      | Matrimoni                                         | Note                  |
| Ritratto | Nome                                                   | Inizio           | Fine                       | Matrimoni                                         | Note                  |
| -------- | ------------------------------------------------------ | ---------------- | -------------------------- | ------------------------------------------------- | --------------------- |
|          | Guglielmo Federico (24 agosto 1772 – 12 dicembre 1843) | 30 novembre 1813 | 16 marzo 1815 (diventa Re) | Guglielmina di Prussia quattro figli e due figlie | Figlio di Guglielmo V |

## Re dei Paesi Bassi e Granduchi di Lussemburgo, Orange-Nassau (1815-1890)
Nel 1830 ebbe luogo la rivoluzione belga che portò all'indipendenza del Belgio, tuttavia il sovrano dei Paesi Bassi continuò a reclamare la sovranità sul Belgio fino a quando accettò il Trattato dei XXIV articoli (19 aprile 1839). In seguito a questo trattato perse anche parte del Lussemburgo e del Limburgo.
| Ritratto | Nome                                                | Regno          | Regno                        | Matrimoni                                                                            | Note                                                                               | Nº |
| Ritratto | Nome                                                | Inizio         | Fine                         | Matrimoni                                                                            | Note                                                                               | Nº |
| -------- | --------------------------------------------------- | -------------- | ---------------------------- | ------------------------------------------------------------------------------------ | ---------------------------------------------------------------------------------- | -- |
|          | Guglielmo I (24 agosto 1772 – 12 dicembre 1843)     | 16 marzo 1815  | 7 ottobre 1840 (abdicazione) | Guglielmina di Prussia quattro figli e due figlie                                    |                                                                                    | 1  |
|          | Guglielmo II (6 dicembre 1792 – 17 marzo 1849)      | 7 ottobre 1840 | 17 marzo 1849                | Anna Pavlovna di Russia quattro figli e una figlia                                   | Figlio di Guglielmo I; nel 1848 i Paesi Bassi divennero una monarchia parlamentare | 2  |
|          | Guglielmo III (19 febbraio 1817 – 23 novembre 1890) | 17 marzo 1849  | 23 novembre 1890             | (1) Sofia Federica di Württemberg tre figli (2) Emma di Waldeck e Pyrmont una figlia | Figlio di Guglielmo II                                                             | 3  |

## Re dei Paesi Bassi, Orange-Nassau (1890-attuale)
Nel Regno dei Paesi Bassi il passaggio della corona ad una donna era consentito in assenza di eredi maschi del defunto sovrano, viceversa nel Granducato del Lussemburgo era in vigore la legge salica (poi modificata in legge semi-salica) che non consente l'accesso al trono alle donne, pertanto Guglielmina poté ascendere al trono dei Paesi Bassi ma non a quello del Lussemburgo, che passò nelle mani del parente maschio più prossimo, ovvero Adolfo.
| Ritratto                        | Nome                                            | Regno            | Regno                          | Matrimoni                                    | Note                                                                | Nº |
| Ritratto                        | Nome                                            | Inizio           | Fine                           | Matrimoni                                    | Note                                                                | Nº |
| ------------------------------- | ----------------------------------------------- | ---------------- | ------------------------------ | -------------------------------------------- | ------------------------------------------------------------------- | -- |
|                                 | Guglielmina (31 agosto 1880 – 28 novembre 1962) | 23 novembre 1890 | 4 settembre 1948 (abdicazione) | Enrico di Meclemburgo-Schwerin una figlia    | Figlia di Guglielmo III ed Emma; sua madre fu reggente fino al 1898 | 4  |
| Meclemburgo-Schwerin (agnatica) |                                                 |                  |                                |                                              |                                                                     |    |
|                                 | Giuliana (30 aprile 1909 – 20 marzo 2004)       | 4 settembre 1948 | 30 aprile 1980 (abdicazione)   | Bernardo di Lippe-Biesterfeld quattro figlie | Figlia di Guglielmina                                               | 5  |
| Lippe-Biesterfield (agnatica)   |                                                 |                  |                                |                                              |                                                                     |    |
|                                 | Beatrice (nata il 31 gennaio 1938)              | 30 aprile 1980   | 30 aprile 2013 (abdicazione)   | Claus von Amsberg tre figli                  | Figlia di Giuliana                                                  | 6  |
| Amsberg (agnatica)              |                                                 |                  |                                |                                              |                                                                     |    |
|                                 | Guglielmo Alessandro (nato il 27 aprile 1967)   | 30 aprile 2013   | in carica                      | Máxima Zorreguieta tre figlie                | Figlio di Beatrice                                                  | 7  |